# A. S. Yakovlev Design Bureau
La A. S. Yakovlev Design Bureau, già Ufficio di progettazione (OKB) 115 Jakovlev in russo ОКБ Яковлева?, dal nome del fondatore Aleksandr Sergeevič Jakovlev, è un ufficio tecnico di costruzioni aeronautiche sovietico, ed oggi è una società per azioni del gruppo United Aircraft Corporation.
L'OKB Jakovlev si concentrò sugli aerei acrobatici e gli addestratori. Il più importante di questi fu lo UT-2 (Uchebno Trenirovochnyj, che potremmo tradurre con "addestratore allenatore"), il quale compì il suo primo volo nel 1935. Era un addestratore basico biposto, con una configurazione generale simile a quella del Stearman PT-26 statunitense. Lo UT-2 aveva ottime caratteristiche di manovrabilità e ne vennero costruiti 7 234 fino a tutto il 1946. Jakovlev costruì anche un addestratore avanzato, utilizzabile anche come aereo acrobatico, lo UT-1, che volò per la prima volta nel 1936 e che venne costruito in 1 241 esemplari. Alcuni di questi furono impiegati in combattimento durante la guerra, armati con due mitragliatrici ShKAS (Shpital'nyj & Komaritskij Aviatsionnyj Skorostrelnyj) calibro 7,62 mm e quattro razzi da 82 mm (gli RS-82).

## Aerei prodotti
| Nome                            | Ruolo                                                               | Anno      |
| ------------------------------- | ------------------------------------------------------------------- | --------- |
| AIR-1 o Ya-1                    | Biplano da addestramento biposto a pistoni                          | 1927      |
| AIR-2 o Ya-2                    | Biplano da addestramento biposto a pistoni                          | 1928      |
| AIR-2S o Ya-2S                  | Idrovolante biplano da addestramento biposto a pistoni              | 1931      |
| AIR-3 o Ya-3                    | Biplano da addestramento biposto a pistoni                          | 1929      |
| AIR-4 o Ya-4 Pionerskaya pravda | Biplano da addestramento biposto a pistoni                          | 1930      |
| AIR-5 o Ya-5                    | Aereo per cinque passeggeri monoposto a pistoni                     | 1931      |
| AIR-6 o Ya-6                    | Aereo per tre passeggeri monoposto a pistoni                        | 1932      |
| AIR-6A o Ya-6A                  | Idrovolante per tre passeggeri monoposto a pistoni                  | 1933      |
| AIR-7 o Ya-7                    | Aereo per siglare primati biposto a pistoni                         | 1932      |
| AIR-8 o Ya-8                    | Biplano da addestramento biposto a pistoni                          | 1934      |
| AIR-9 o Ya-9                    | Biplano da addestramento biposto a pistoni                          | 1934      |
| AIR-9bis o Ya-9bis              | Biplano da addestramento biposto a pistoni                          | 1935      |
| AIR-10 o Ya-10                  | Biplano da addestramento biposto a pistoni                          | 1935      |
| AIR-10G o Ya-10G                | Idrovolante da addestramento biposto a pistoni                      | 1937      |
| AIR-11 o Ya-11                  | Biplano da turismo monoposto a pistoni                              | 1936      |
| AIR-12 o Ya-12                  | Aereo da competizione biposto monoplano a pistoni                   | 1936      |
| AIR-14 o Ya-14 o UT-1           | addestratore monoposto monoplano a pistoni                          | 1936      |
| AIR-15 o Ya-15 o UT-15          | Addestratore monoposto monoplano a pistoni                          |           |
| AIR-16 o Ya-16                  | Aeroplano da turismo a tre posti monoplano a pistoni                | 1936      |
| AIR-17 o Ya-17 o UT-3           | Prototipo di addestratore biposto a pistoni                         | 1940      |
| AIR-18 o Ya-18                  | Addestratore monoposto monoplano a pistoni                          |           |
| AIR-19 o Ya-19                  |                                                                     |           |
| Ya-20 o UT-2                    | Addestratore biposto a pistoni                                      | 1937      |
| VT-2                            | Idrovolante biposto a pistoni                                       |           |
| Ya-21 o UT-21                   | Addestratore monoposto a pistoni                                    |           |
| Ya-22 o BB-22                   | Bombardiere ricognitore a corto raggio triposto bimotore a pistoni  | 1939      |
| I-26                            | Prototipo di caccia monoposto monoplano a pistoni                   | 1940      |
| Yak-1                           | Caccia monoposto monoplano a pistoni                                | 1940      |
| Yak-2                           | Bombardiere ricognitore a corto raggio triposto bimotore a pistoni  | 1939      |
| I-28                            | Prototipo di caccia intercettore monoposto a pistoni                | 1940      |
| I-29                            | Prototipo di caccia intercettore monoposto a pistoni                | 1939      |
| I-30                            | Prototipo di caccia intercettore monoposto a pistoni                | 1941      |
| Yak-3                           | Caccia monoposto monoplano a pistoni                                | 1943      |
| Yak-4                           | Bombardiere ricognitore a corto raggio triposto bimotore a pistoni  | 1941      |
| Yak-5                           | Addestratore biposto a pistoni                                      | 1944      |
| Yak-6 (Crib)                    | Aereo da trasporto leggero biposto a pistoni                        | 1943      |
| Yak-7 (Mark)                    | Caccia biposto monoplano a pistoni                                  | 1941      |
| UTI 26                          | Prototipo addestratore biposto a pistoni                            | 1940      |
| Yak-8 (Crib)                    | Aereo da trasporto biposto bimotore a pistoni                       | 1943      |
| NBB                             | Bombardiere biposto bimotore a pistoni                              | 1943      |
| Yak-9 (Frank)                   | Caccia monoposto monoplano a pistoni                                | 1942      |
| Yak-10 (Crow)                   | Aereo passeggeri (2 - 3) a pistoni                                  | 1945      |
| Yak-11                          | Addestratore biposto avanzato a pistoni                             | 1946      |
| Yak-12 (Creek)                  | Aeroplano da turismo a quattro posti a pistoni                      | 1946      |
| Yak-13                          | Aeroplano da turismo a quattro posti a pistoni                      | 1945      |
| Yak-14. (Mare o Mole)           | Aliante da trasporto pesante monoposto                              | 1948      |
| Yak-15                          | Caccia monoposto a reazione                                         | 1945      |
| Yak-16 (Cork)                   | Aereo passeggeri bimotore a pistoni                                 | 1948      |
| Yak-17 (Feather o Magnet)       | Caccia/addestratore monoposto a reazione                            | 1947      |
| Yak-18 (Max o Mouse)            | addestratore basico biposto a pistoni                               | 1946      |
| Yak-19                          | Caccia intercettore monoposto a reazione                            | 1947      |
| Yak-20                          | addestratore biposto a pistoni                                      |           |
| Yak-21                          | Caccia/addestratore monoposto a pistoni                             | 1946      |
| Yak-23 (Feather)                | Caccia monoposto a reazione                                         | 1948      |
| Yak-24 (Horse)                  | Elicottero da trasporto birotore                                    | 1952      |
| Yak-25 (scartato)               | Caccia monoposto a reazione                                         | 1947      |
| Yak-25 (Flashlight o Mandrake)  | Caccia intercettore/ricognitore biposto bimotore a reazione         | 1954      |
| Yak-26                          | Bombardiere biposto bimotore a reazione                             | 1956      |
| Yak-27 (Flashlight o Mangrove)  | Ricognitore biposto bimotore a reazione                             | 1957      |
| Yak-28 (Brewer)                 | Bombardiere biposto bimotore a reazione                             | 1962      |
| Yak-30 (scartato)               | Caccia monoposto a reazione                                         | 1948      |
| Yak-30 (Magnum)                 | Addestratore basico biposto a reazione                              | 1960      |
| Yak-32 (Mantis)                 | Addestratore monoposto a reazione                                   | 1960      |
| Yak-36 (Freehand)               | Prototipo di caccia VTOL monoposto bimotore a reazione              | 1963      |
| Yak-38 (Forger)                 | Caccia VTOL imbarcato monoposto/biposto bimotore a reazione         | 1975      |
| Yak-40 (Codling)                | Aereo passeggeri (34) trimotore a reazione                          | 1966      |
| Yak-41 (Freestyle)              | Caccia VTOL imbarcato monoposto trimotore a reazione                | 1989      |
| Yak-42 (Clobber)                | Aereo passeggeri (120) trimotore a reazione                         | 1977      |
| Yak-43                          | Caccia VTOL imbarcato monoposto trimotore a reazione                | 1990      |
| Yak-48 (scartato)               | Aereo passeggeri (4) a reazione                                     | 1991      |
| Yak-50 (scartato)               | Caccia intercettore monoposto a reazione                            | 1949      |
| Yak-50                          | Addestratore acrobatico monoposto a pistoni                         |           |
| Yak-52                          | Addestratore acrobatico biposto a pistoni                           | 1978      |
| Yak-54                          | Addestratore acrobatico biposto a pistoni                           |           |
| Yak-55                          | Addestratore acrobatico monoposto a pistoni                         |           |
| Yak-77                          | Aereo passeggeri a reazione                                         |           |
| Yak-100                         | Prototipo di elicottero da trasporto                                |           |
| Yak-112                         | Aereo da turismo a quattro posti ad ala alta a pistoni              |           |
| Yak-120 (Yak-25)                | Prototipo caccia intercettore tattico monoposto bimotore a reazione | 1952      |
| Yak-125 (Yak-25R)               | Prototipo ricognitore monoposto bimotore a reazione                 |           |
| Yak-130                         | Addestratore avanzato biposto bimotore a reazione                   | 1996      |
| Yak-131                         |                                                                     |           |
| Yak-140                         | Prototipo di caccia leggero monoposto monomotore                    | 1954-1956 |
| Yak-141 (Freestyle) (Ram-T)     | Prototipo per ricerche ASTOVL monoposto bimotore a reazione         | 1989      |